# Nípi
Nípi är ett berg i republiken Island. Det ligger i regionen Austurland, 300 km öster om huvudstaden Reykjavík. Toppen på Nípi är 776 meter över havet. Nípi ingår i Dyngjufjallgarður.
Trakten runt Nípi är nära nog obefolkad, med mindre än två invånare per kvadratkilometer. Det finns inga samhällen i närheten. Trakten runt Nípi är ofruktbar med lite eller ingen växtlighet.